# Ligne 16 du tramway de Genève
Pour les articles homonymes, voir Ligne 16.
La ligne 16 du tramway de Genève est une ancienne ligne diamétrale exploitée par les Transports publics genevois (TPG) entre 1997 et 2011. Elle desservait plusieurs quartiers de Genève et quelques communes de l'agglomération. Les terminus étaient à Moillesulaz et à Meyrin-Gravière.

## Histoire

### Les précédentes lignes 16
La ligne 16 de l'ancien réseau de tramway reliait Carouge à Croix-de-Rozon puis Collonges-sous-Salève, elle fut mise en service le 14 septembre 1907 puis fusionne le 15 décembre 1912 avec la ligne 8 ou (GV). L'indice est réutilisé en 1972 par une ligne d'autobus qui est renommée en ligne 31 en 1989 afin de libérer l'indice pour une ligne de tramway.

### La ligne 16 contemporaine
La ligne 16 contemporaine est mise en service en 1997 entre Moillesulaz et les Augustins, doublant sur toute sa longueur la ligne 12. Le 28 mars 1998 elle est modifiée après Bel-Air et se dirige dès lors vers la gare de Genève-Cornavin par les voies de la ligne 13.
Concomitamment avec la mise en service de la nouvelle ligne 14 le 14 décembre 2007, la ligne est prolongée à Avanchet puis, toujours avec la ligne 14, jusqu'à Meyrin-Gravière le 12 décembre 2009. Les deux lignes empruntent le tronçon dit « TCMC » (Tramway Cornavin-Meyrin-CERN). L'historique détaillé de ce tronçon et de sa construction est traité sur la page de la ligne 14.
À la veille du remaniement du réseau TPG du 11 décembre 2011, la ligne reliait donc Moillesulaz à Meyrin-Gravière. Cette restructuration, impliquant la réduction du nombre de lignes de tramway par la suppression des troncs communs et l'application de la logique d'une ligne par axe, afin de décongestionner le réseau, a vu la ligne 16 disparaître au profit des lignes 12 entre Moillesulaz et Bel-Air et 14 entre Stand et Meyrin,.
En avril 2017, l'annonce de la remise en service de la ligne, afin de rétablir la liaison directe Chêne-Bourg-Gare de Genève-Cornavin, est évoquée et approuvée par le conseil d'administration des TPG, mais refusée par le canton. En 2018, la présidente des TPG estime que « le CEVA remplacera la ligne 16, qui n'est plus un sujet ». La liaison était alors effectuée par la ligne de bus 61 qui a existé durant les travaux du CEVA et qui a été supprimée en décembre 2019 lors de la mise en service du CEVA et du déploiement complet du Léman Express.

## Tracé et stations

### Liste des stations
|   |   |   | Station               | Coordonnées                 | Zone | Communes        | Correspondances           |
| - | - | - | --------------------- | --------------------------- | ---- | --------------- | ------------------------- |
|   | ■ |   | Meyrin-Gravière       | 46° 14′ 11″ N, 6° 04′ 54″ E | 10   | Meyrin          | (14)                      |
|   | • |   | Vaudagne              | 46° 14′ 00″ N, 6° 04′ 39″ E | 10   | Meyrin          | (14)                      |
|   | • |   | Forumeyrin            | 46° 13′ 45″ N, 6° 04′ 57″ E | 10   | Meyrin          | (14)                      |
|   | • |   | Jardin-Alpin-Vivarium | 46° 13′ 33″ N, 6° 04′ 59″ E | 10   | Meyrin          | (14) · (18)               |
|   | • |   | Blandonnet            | 46° 13′ 20″ N, 6° 05′ 47″ E | 10   | Meyrin          | (14) · (18)               |
|   | • |   | Avanchet              | 46° 13′ 11″ N, 6° 06′ 21″ E | 10   | Vernier         | (14) · (18)               |
|   | • |   | Balexert              | 46° 13′ 06″ N, 6° 06′ 40″ E | 10   | Vernier         | (14) · (18)               |
|   | • |   | Bouchet               | 46° 12′ 59″ N, 6° 07′ 05″ E | 10   | Vernier         | (14) · (18)               |
|   | • |   | Vieusseux             | 46° 12′ 55″ N, 6° 07′ 24″ E | 10   | Genève          | (14) · (18)               |
|   | • |   | Servette              | 46° 12′ 48″ N, 6° 07′ 49″ E | 10   | Genève          | (14) · (18)               |
|   | • |   | Poterie               | 46° 12′ 41″ N, 6° 08′ 04″ E | 10   | Genève          | (14) · (18)               |
|   | • |   | Lyon                  | 46° 12′ 34″ N, 6° 08′ 20″ E | 10   | Genève          | (14) · (18)               |
|   | • |   | Gare Cornavin         | 46° 12′ 35″ N, 6° 08′ 31″ E | 10   | Genève          | (13) · (14) · (15) · (18) |
| • |   | ↑ | Isaac-Mercier         | 46° 12′ 27″ N, 6° 08′ 23″ E | 10   | Genève          | (13) · (14) · (15)        |
| ↓ |   | • | Goulart               | 46° 12′ 25″ N, 6° 08′ 26″ E | 10   | Genève          | (13) · (14) · (15)        |
|   | • |   | Stand                 | 46° 12′ 14″ N, 6° 08′ 24″ E | 10   | Genève          | (13) · (14) · (15)        |
|   | • |   | Bel-Air (Cité)        | 46° 12′ 14″ N, 6° 08′ 36″ E | 10   | Genève          | (12) · (17)               |
|   | • |   | Molard                | 46° 12′ 10″ N, 6° 08′ 53″ E | 10   | Genève          | (12) · (17)               |
|   | • |   | Rive                  | 46° 12′ 06″ N, 6° 09′ 12″ E | 10   | Genève          | (12) · (17)               |
|   | • |   | Terrassière           | 46° 12′ 04″ N, 6° 09′ 22″ E | 10   | Genève          | (12) · (17)               |
|   | • |   | Villereuse            | 46° 12′ 02″ N, 6° 09′ 31″ E | 10   | Genève          | (12) · (17)               |
|   | • |   | Roches                | 46° 12′ 00″ N, 6° 09′ 44″ E | 10   | Genève          | (12) · (17)               |
|   | • |   | Amandolier SNCF       | 46° 12′ 00″ N, 6° 10′ 05″ E | 10   | Genève          | (12) · (17)               |
|   | • |   | Grange-Canal          | 46° 11′ 59″ N, 6° 10′ 29″ E | 10   | Chêne-Bougeries | (12) · (17)               |
|   | • |   | Ermitage              | 46° 11′ 56″ N, 6° 10′ 49″ E | 10   | Chêne-Bougeries | (12) · (17)               |
|   | • |   | Grange-Falquet        | 46° 11′ 54″ N, 6° 11′ 08″ E | 10   | Chêne-Bougeries | (12) · (17)               |
|   | • |   | Chêne-Bougeries       | 46° 11′ 49″ N, 6° 11′ 22″ E | 10   | Chêne-Bougeries | (12) · (17)               |
|   | • |   | Place Favre           | 46° 11′ 44″ N, 6° 11′ 32″ E | 10   | Chêne-Bourg     | (12) · (17)               |
|   | • |   | Peillonnex            | 46° 11′ 39″ N, 6° 11′ 46″ E | 10   | Chêne-Bourg     | (12) · (17)               |
|   | • |   | Graveson              | 46° 11′ 36″ N, 6° 12′ 00″ E | 10   | Thônex          | (12) · (17)               |
|   | ■ |   | Moillesulaz           | 46° 11′ 33″ N, 6° 12′ 21″ E | 10   | Thônex          | (12) · (17)               |

Les stations en gras servent de départ ou de terminus à certaines missions.

## Exploitation de la ligne

### Matériel roulant
La ligne était exploitée après 2007 à l'aide du seul matériel bidirectionnel du réseau à l'époque, à savoir les Bombardier Cityrunner. L'absence de boucles de retournement à Meyrin interdisait l'usage de matériel unidirectionnel sur la ligne. Les Duewag-Vevey DAV étaient utilisés jusqu'à ce prolongement, car la ligne disposait alors de boucles de retournement à tous ses terminus.

### Tarification
La ligne était située en intégralité dans la zone 10 de la communauté tarifaire Unireso.